# Thanatus inconsuetus
Thanatus inconsuetus es una especie de araña cangrejo del género Thanatus, familia Philodromidae. Fue descrita científicamente por Caporiacco en 1940.

## Distribución
Esta especie se encuentra en Etiopía.